# 江端浩人
江端 浩人（えばた ひろと）日本の実業家、マーケター。江端浩人事務所代表。MAIDX合同会社代表取締役。情報経営イノベーション専門職大学教授を勤める。マーケティングギルドコミュニティ代表理事。次世代マーケティングプラットフォーム研究会主宰。祖父は雪印乳業初代社長の佐藤 貢。

## 人物・経歴
米ニューヨーク・マンハッタン生まれ。東京都立三田高等学校を経て、1987年 上智大学経済学部を卒業したのち、1995年 スタンフォード大学経営大学院　経営学修士（MBA）を取得。1986年4月から1996年7月まで、伊藤忠商事の宇宙・情報部門、ITベンチャーの創業を経験。その後、日本コカ・コーラでiマーケティングバイスプレジデント、日本マイクロソフト業務執行役員セントラルマーケティング本部長、アイ・エム・ジェイ執行役員CMO、ディー・エヌ・エー（DeNA）執行役員メディア統括部長、MERY副社長など大手企業で主にデジタルマーケティング領域の要職を歴任。
小学館とディー・エヌ・エーの共同出資によって設立された株式会社MERYでは、副社長兼サービス戦略本部本部長に就任。一時クローズした「MERY」の再開が実現され、サービス停止前のような一般ライターを起用したキュレーションサイトの仕組みではなく、公認ライターを採用し、校閲者による記事校閲を実施してから掲載するフローを構築。その他にも小学館から編集長経験者を含む専任が出向するなど、適切なフローを経て公開されるウェブメディアの体制が整えられた。
現在はMADIX合同会社（旧エバーパーク合同会社）で代表を努めている。MAIDX合同会社では企業のデジタル広告や、ホームページ制作、マーケティングコンサル業務などが主なサービス。企業の円滑なデジタル化を支援している。
また、2003年に設立された社会人向けの事業構想大学院大学教授として教鞭を執る。2020年4月に開校した情報経営イノベーション専門職大学では教授に就任。
また、江端浩人事務所代表として各種企業のデジタルトランスフォーメーションやCDOシェアリング、次世代デジタル人材の育成に尽力している。

## 主な職歴
- 伊藤忠商事株式会社　宇宙航空／マルチメディア／企画統括
- Digipri Corporation 代表取締役
- 日本コカ・コーラ株式会社　iマーケティング バイスプレジデント
- 日本マイクロソフト株式会社　業務執行役員
- 株式会社MERY　副社長／サービス戦略本部本部長
- 株式会社スポーツニッポン新聞社　CDO／特任執行役員[7]
- エバーパーク合同会社　代表社員CEO
- 江端浩人事務所　代表
- iU情報経営イノベーション専門職大学 教授

## 執筆実績
- MarkeZine：2018年〜[8]
- コカ・コーラパークが挑戦する エコシステムマーケティング
- マーケティング視点のDX
- スタンフォード式パラレルキャリアの育て方

## セミナー・イベント
- オンラインビジネスセミナー ブランド価値を再構築するインタラクティブ広告（2008/07/24）
- ad tech TOKYO〜新テクノロジーが生み出すマーケティングの変革〜IoTの可能性（2016/9/20-21 at 東京国際フォーラム
- 【M4】デジタル×スポーツ×マーケティング（2019/8/23）